# Алянчиков, Константин Николаевич
Константин Николаевич Алянчиков (16 (28) мая 1874 — 17 августа 1936, Париж) — русский военный юрист, генерал-лейтенант, участник первой мировой войны, участник Белого движения.

## Биография
Родился 16 (28) мая 1874 года. 
В 1891 году окончил 3-й Московский кадетский корпус, в 1893 году — Александровское военное училище. Выпущен подпоручиком в 16-ю артиллерийскую бригаду. Затем служил в Кавказской резервной артиллерийской бригаде. В 1903 году окончил Александровскую военно-юридическую академию (по 1-му разряду). С 16 июня 1904 года — кандидат на военно-судную должность. 
С 6 ноября 1906 года в отставке. Спустя год, 30 ноября 1907 года был назначен военным следователем Приамурского военного округа, а 28 мая 1909 года — военным прокурором Виленского военно-окружного суда.
Во время Первой мировой войны: с 23 августа 1914 года — помощник командира 190-го пехотного полка, с 14 мая 1915 — командир 28-го Сибирского стрелкового полка, с 3 февраля 1916 — командир бригады 129-й пехотной дивизии, с 8 февраля 1917 — командир бригады 5-й пехотной дивизии. С 20 мая по 14 июня 1917 года — командующий 129-й пехотной дивизией, с 14 августа 1917 — в резерве чинов при штабе Минского военного округа.
Участник Белого движения в составе Вооружённых силах Юга России. Эвакуирован до осени 1920 из Феодосии. В эмиграции во Франции.
В 1930 году в Париже выступил с речью в Союзе младороссов на банкете в честь принятия великим князем Кириллом Владимировичем императорского титула.
Умер 17 августа 1936 года в Париже, похоронен на кладбище Сент-Женевьев-де-Буа.

## Военные чины
- подпоручик (07.08.1893)
- поручик (13.07.1897)
- штабс-капитан (28.08.1900)
- капитан (23.05.1903) — за отличные успехи в науках.
- подполковник (06.12.1907)
- полковник (06.12.1911)
- генерал-майор (06.12.1915)
- генерал-лейтенант

## Награды
- орден Святого Станислава 3-й ст. (1905);
- орден Святой Анны 3-й ст. (1910);
- орден Святого Владимира 4-й ст. с мечами и бантом (ВП 20.05.1915)
- Георгиевское оружие (ВП 10.06.1915)- За отличия в 109-м пех. Волжском полку
- орден Святого Георгия 4-й ст. (ВП 29.09.1915);
- орден Святого Владимира 3-й ст. с мечами (ВП 17.03.1916).